# Ash Sharqiyah

Localizarea provinciei în Arabia Saudită

Ash Sharqiyah, însemnând Provincia Estică (arabă: الشرقية‎ ash-Sharqīyah ) este una dintre provinciile Arabiei Saudite și are capitala la Dammam. De pe teritoriul acestei provincii foarte întinse provine majoritatea petrolului din Arabia Saudită.